# Астенопія
Астенопія — очний розлад або стомлення очей, що швидко настає під час зорової роботи, особливо при розгляді дрібних предметів, які знаходяться на невеликій відстані від очей. Це стан, який проявляється через неспецифічні прояви, такі як втома, біль в очах або навколо очей, помутніння зору, головний біль і випадковий подвійний зір. Вони часто виникають після читання, комп'ютерної роботи або інших дій, які включають виснажливі візуальні завдання на невеликій відстані від очей.
При зосередженні на візуально інтенсивному завданні, такому як постійне фокусування на книзі чи моніторі комп'ютера, циліарний м'яз напружується. Це може спричинити дискомфорт очей. Надання очам можливості зосередитися на віддаленому об'єкті хоча б один раз на годину зазвичай полегшує проблему.
Комп'ютерний монітор CRT із низькою частотою оновлення (<70 Гц) або CRT- телевізор може породити подібні проблеми, оскільки зображення має помітне мерехтіння. Старіючі ЕПТ також часто виходять з фокуса, і це може спричинити напруження очей. РК-дисплеї не виходять з фокуса, але також чутливі до мерехтіння, якщо підсвічування для РК-дисплея використовує PWM для затемнення. Це призводить до того, що підсвічування включається і вимикається на коротші проміжки часу, коли дисплей стає темнішим, створюючи помітне мерехтіння, яке спричинює втому очей.
Сторінка або фотографія з одним і тим самим зображенням, двічі злегка зміщеним (від невдалого друку або камери, яка рухається під час знімка), можуть зумовити напругу очей, якщо мозок, невірно витлумачивши помилку зображення як диплопію, марно намагатиметься налаштувати бічні рухи двох очних яблук, щоб об'єднати два зображення в одне. Слово походить від грецького слова «астена-opia: ἀσθεν-ωπία» = «слабкий очний стан».
Напруження очей може відбуватися через розмиті зображення (зокрема зображення, навмисно частково розмиті для цензури), через затягування циліарного м'яза, що марно намагається зосередитися на розмивання.

## Причини
Іноді астенопію може спричинити конкретна візуальна проблема — наприклад, помилка рефракції або проблема з бінокулярним зором, як-от прилегла недостатність або гетерофорія.

## Лікування
Хоча пропонуються профілактичні заходи, як-от перерви в роботі, через яку виникає деформація очей, існують певні методи лікування, які можуть допомогти людині з цим захворюванням полегшити спричинений ним біль або дискомфорт. Можливо, найефективнішим з них є видалити всі джерела світла з кімнати та дозволити очам відпочити в темряві. Не потребуючи фокусування очі з часом відпочинуть і зникне дискомфорт. Також допомагають прохолодні компреси, хоча слід подбати, щоб не використовувати що-небудь захолодне, аби не пошкодити очі (наприклад лід). Низка компаній випустили «комп'ютерні окуляри», які, завдяки використанню спеціально тонованих лінз, допомагають пом'якшити багато факторів, які спричинюють деформацію очей, хоча вони й не повністю запобігають цьому. Скоріше, вони просто ускладнюють напруження очей.